# 생활지도
다음은 생활지도(生活指導)에 관한 설명이다.
'학생지도'와 '생활지도'를 그 지도의 내용면에서 살핀다면, 이 두 영역(領域) 사이에는 중복되어 있는 분야가 매우 많다. 다만 '학생지도'라고 할 경우에는 학교에서의 교육이라는 시점(視點)을 강하게 의식하여 모든 영역의 지도를 생각하는 것이지만, '생활지도'라고 할 경우에는 그 영역이 학교·가정·사회 등 제각기의 장소에 걸치며, 또한 학습·건강·여가·사회성 등의 지도면을 강조하는 생활 전반의 입장을 취하는 것으로 생각할 수 있다. 따라서 '학생지도'의 영역이라고 하면, ① 인간관계의 개선과 촉진을 도모하는 학교교육과 사회생활, ② 학생의 학교생활에의 적응이나 자기실현의 문제에 대한 교사의 원조 및 지도, ③ 바람직한 습관형성을 위한 학교의 적극적인 노력, ④ 도덕교육의 기반을 구축하는 장소로서의 학교교육, ⑤ 청소년의 건전육성에 대한 학교측의 협력 등을 들 수 있겠다. 따라서 '학생지도'는 사회생활이나 가정생활을 지도하는 것으로도 생각할 수 있으나, 그보다도 학교에서의 교육을 위주로 하는 지도이며 원조라고 하겠다.  한편, '생활지도'의 영역은 학교생활·가정생활·교외생활의 삼자가 제각기 독자성을 유지하면 상호간에 밀접한 연관을 갖는 교육활동을 말한다.

## 생활지도자
교원의 역할 중에서 학습지도자로서의 역할에 못지 않게 중요한 것이 생활지도자로서의 역할이다. 교원은 학습자의 학습활동을 지도할 뿐만 아니라, 학습자들의 자발적인 활동을 선도하여, 이들로 하여금 스스로 자기들의 문제를 해결할 수 있게 지도와 원조를 해야 한다. 교원은 학습자들의 여러 가지 문제에 관하여 적절한 지도와 조언을 통하여, 원만한 해결에 이르도록 도와주어야 한다.  생활지도는 학습지도와 더불어 교육에 있어서 2대 분야를 이루고 있는 동시에, 교원 고유의 활동분야로서 대단히 중요한 기본적 임무이다. 생활지도자로서 교원은 개별적으로나 집단적으로 학습자들이 직면하고 있는 여러 가지 문제에 대해 필요한 지식과 정보를 제공해 주고, 지도·조언하여 문제해결을 도울 수 있어야 한다.

## 고려사항
원만한 생활지도가 이루어지도록 하기 위해 생활지도 담당자가 고려하여야 할 점은 다음과 같다.
1. 과학적 지도 ― 학급의 지도(指導)를 바꾸기 위한 지도방법에 관해서 교사가 사용하는 방법은 무엇보다 과학적이어야 한다. 과학적인 방법이란 지도의 적절함을 위한 전제가 된다. 쿡(L. A. Cook)은 일찍이 크레스트뷰(Crestview)의 학교에서 1942년부터 1944년에 걸쳐서 학급구조를 변혁시키기 위한 실험을 한 사실이 있다. 그는 학급구조의 개조, 다시 말해서 학급의 성격을 바꾸기 위한 방책으로서, 우선 현상의 학급구조를 알기 위해 소시오메트리와 관찰을 비롯한 여러 방법을 사용하고, 아울러 그때까지 학교에서 실시했던 여러 가지 테스트나 조사를 이용하고 있다. 이러한 과학적인 여러 방법에 의해서 학급구조를 객관적으로 파악한 뒤, 이어 구조개혁을 위해 적절한 종류의 그룹 워크나 개인면접·개인지도를 실시하여 마침내 학급구조 개혁에 성공하였다 그가 채용하였던 방법은 과학적이었기 때문에 사태의 객관적 파악이 가능해지고 따라서 적절한 지도를 할 수 있었던 것이다. 생활지도가 정확하게 실시되기 위해서는 그 방법은 과학적인 것이어야 한다.
2. 교사와 아동 사이의 신뢰감 확립 ― 생활(生活)지도를 성공적인 것으로 하기 위해서는 자연발생적인 집단이 지니는 비형식적 성격을 형식적인 학습집단 안에 도입해야 한다. 다만 이러한 과학적 방법을 구사하여 학급의 집단성격을 바꾸기 위해서는 교사가 비형식 집단의 일원이 되어야만 한다 교사의 지도성 과잉을 조심해야 한다는 것은 바로 이점에 관계된다. 다만 비형식적 집단, 특히 청년기의 그것은 이점에 관해 곤란한 성격을 내포한다. 그것은 어른(교사도 포함)을 배제한다는 점이다. 예컨대 지역사회에 자연발생적으로 성립한 어린이의 집단을 기반으로 해서 구성된 어린이회는, 비형식적 성격 가운데, 지도자인 어른의 지도를 통해 형식적 성격을 도입한 집단이라고 하겠다. 그러나 대개의 경우, 어린이회는 어른이 개입하는 방법이나 지도방법에 따라 완전히 형식적인 성격의 집단으로 바뀌고 만다. 이 때문에 어린이들은 어린이회와는 별개의 곳에 더욱 자연발생적인 비형식적 집단을 형성하기 시작한다. 이것은 어린이회의 지도자가 어른인 채로, 다시 말하면 어린이의 비형식적 집단에 있어 이질적인 인간으로서 그 집단에 개입되기 때문이다. 이와 같이 아동만의 집단은 어른을 배제하려는 경향성을 원래부터 지니기 마련이므로, 어른인 교사가 어린이의 비형식적 집단에 들어가기 위해서는, 자기자신이 어른임을 부정하는 외에 다른 방법은 없다. 다시 말한다면 교사는 그 지도성을 보유하면서 그 지도성을 부정해야만 아동의 비형식적 집단에 들어갈 수 있는 것이다. 바꿔말하면 교사는 아동에 대해 인격적·인간적 접촉을 하고, 아동과잉 사이에 신뢰감을 조성해야 한다.